# Твин (Алабама)
Твин (енгл. Twin) град је у америчкој савезној држави Алабама. По попису становништва из 2010. у њему је живело 399 становника.

## Демографија
Према попису становништва из 2010. у граду је живело 399 становника.
| Група             | 2000.  | 2010.       |
| Белци             | . (.%) | 385 (96,5%) |
| Афроамериканци    | . (.%) | 0 (0,0%)    |
| Азијати           | . (.%) | 0 (0,0%)    |
| Хиспаноамериканци | . (.%) | 11 (2,8%)   |
| Укупно            | .      | 399         |